# Otto II của Thánh chế La Mã
Otto II (955 – 7 tháng 12, 983, Roma) là một Hoàng đế đế quốc La Mã Thần thánh thuộc dòng dõi hoàng tộc Liudolfinger, con trai của Otto I và Adelaide của Ý. Ông thực sự nắm quyền lúc 18 tuổi vào năm 973 khi cha mất cho đến năm 983.
Ông đã được một nền giáo dục tốt dưới sự nuôi dưỡng của chú ông, Bruno, Tổng giám mục Köln và người anh khác mẹ của ông, Wilhelm, Tổng giám mục Mainz. Năm 961 ông được cha cho đăng quang tại Worms với tư cách là vua thứ hai nước Đức cùng cai trị với cha, và đăng quang tại Nhà thờ Aachen ngày 26 tháng 5 năm 961 và vào 25 tháng 12 năm 967 thì được Giáo hoàng Gioan XIII tấn phong làm Hoàng đế La Mã Thần thánh thứ hai tại Roma, hầu bảo đảm là ông có thể nối dõi sau này.